# Als wir Tyrannen waren
Als wir Tyrannen waren (Originaltitel: When We Were Bullies) ist ein US-amerikanischer Dokumentar-Kurzfilm von Jay Rosenblatt aus dem Jahr 2021. Er behandelt einen Fall von Mobbing in der Schule, an dem Rosenblatt selbst beteiligt war.

## Handlung
Als Jay Rosenblatt eine Mobbing-Szene aus einem Film sieht, bei dem ein Schüler während einer Auseinandersetzung zwischen zwei anderen Schülern fast verdeckt zuschlägt, kommen bei ihm Erinnerungen hoch, wie er zusammen mit anderen Schülern einen Jungen namens „Dick“ gemobbt hat. Dieser Vorfall inspiriert ihn zu dem Kurzfilm The Smell of Burning Ants (1994). Während der Arbeiten an diesem Film trifft er auf Richard J. Silberg, der wie er auf die PS 194 ging. Zusammen erinnern sie sich an den damaligen Vorfall. Dieser lässt Rosenblatt nicht mehr los. Bei einem Klassentreffen befragt er auch andere ehemalige Mitschüler zu dem Vorfall. Schließlich interviewt er auch seine alte Grundschullehrerin, heute 92 Jahre alt, die sich aber nicht mehr an die Begebenheit erinnert.
Am Ende schreibt er einen Brief an das damalige Mobbing-Opfer.

## Hintergrund
Der Film verwendet verschiedene Stilelemente, darunter Filmanalyse, Animation, Interviews, Off-Stimme und die Manipulation von Schwarzweißfotografien per Cut-out-Verfahren. Insgesamt arbeitete Rosenblatt vier Jahre an dem Film.
Der Film hatte seine Premiere auf dem Sundance Film Festival 2021. In Deutschland hatte der Film seine Fernsehpremiere am 3. Januar 2022 auf Arte im O-Ton mit deutschen beziehungsweise französischen Untertiteln.

## Preise
Der Film wurde bei der Oscarverleihung 2022 für einen Oscar in der Kategorie Bester Dokumentar-Kurzfilm nominiert.